# W.A.G. Payment Solutions
A W.A.G. Payment Solutions, a.s., az Eurowag márkanév alatt ismert cseh vállalat pénzügyi, megoldásokat kínál az európai árufuvarozás és közúti fuvarozás számára. 1995-ben alapította a jelenlegi többségi tulajdonos és az igazgatótanács elnöke, Martin Vohánka. A vállalat 30 nemzetiségű, több mint 1000 alkalmazottat foglalkoztat összesen 18 irodában Európa-szerte. A vállalat szolgáltatásait a fuvarozók 30 európai országban több mint 100 000 teherautó kezelésére használják. Az EBIDTA 2020-as működési eredménye 1,4 milliárd CZK volt.

## Történelem
Az Eurowag története 1995-re nyúlik vissza, amikor Martin Vohánka szülővárosában, a csehországi Mostban megalapította a W.A.G. group s.r.o. céget, amely egy évvel később kezdte meg működését, olajfinomítói termékek forgalmazásával mezőgazdasági és ipari vállalatoknak, valamint benzinkutaknak. 2000-ben a vállalat Mostból Prágába költözött, és termékportfólióját az Eurowag üzemanyagkártyával bővítette. Január 1-jén az újonnan létrehozott W.A.G. payment solution, a.s. átvette a W.A.G. group s.r.o. összes kötelezettségét és eszközét. 2005-ben az Eurowag megnyitotta az első kamionparkolót (truck park) a Cseh Köztársaságban. Egy évvel később az Eurowag belépett az első külföldi piacokra. 2007-ben a szolgáltatási portfólió útdíjfizetéssel bővült. 2015-ben Martin Vohánka eladta a vállalat egyharmadát a bostoni székhelyű TA Associatesnek, egy vezető globális magántőkealapnak.

## Akvizíciók
2014-ben az Eurowag felvásárolta a Česká logistická, később Reamon -Tax névre átnevezett, az EU-n belüli adó-visszatérítésekkel foglalkozó vállalatot. Ezt számos felvásárlás követte, mint például a gépjármű-telematika területén működő Princip, a.s. vállalat vagy az offline navigációt nyújtó szlovák Sygic felvásárlása. 2019-ben az Eurowag többségi részesedést szerzett a spanyol ADS-ben, egy spanyol és portugál üzemanyagkártya-piacon működő vállalatban. 2021-ben az Eurowag egyesült a Last Mile Solutions holland vállalattal, amely az elektromobilitás számára nyújt szolgáltatásokat.

## Szolgáltatások
Az Eurowag az elfogadóhálózatán keresztül nemzetközi közlekedési vállalatoknak nyújt közúti mobilitási szolgáltatásokat, például üzemanyag-fizetést és elektromos járművek töltését. A vállalat célja, hogy a kis fuvarozók számára elérhetővé tegye a digitalizáció szolgáltatásait és előnyeit. Az Eurowag ügyfeleinek száma évente átlagosan 20%-kal nő.
Az Eurowag egyéb szolgáltatásai közé tartozik az útdíjak és egyéb díjak (pl. parkolás, autómosás és javítás) megfizetése, más tagállamok adó-visszatérítése, telematika, navigációs alkalmazások, működőtőke-finanszírozás és számos kapcsolódó szolgáltatás. Az Eurowag elkötelezett a fenntarthatóság és az alternatív üzemanyagok, például az LNG fejlesztése iránt is. Emellett több mint 300 000 töltőállomást üzemeltet elektromos járművek számára Európa-szerte.

## Jótékonysági tevékenységek
A legjelentősebb jótékonysági tevékenység a Philanthropy&You projekt, amely lehetővé teszi az összes munkavállalója számára, hogy minden évben kijelöljön egy kedvezményezettet, akinek a teljes költségvetésből a csoport előző évi adózás előtti nyereségének 1%-ával megegyező összegű jótékonysági adományt juttat.
Az Eurowag tulajdonosa, Martin Vohánka a Független Újságírás Alapítvány és a BLÍŽKSOBĚ Alapítvány társalapítója is.